# Arlberger Bergbahnen
Die Arlberger Bergbahnen AG ist ein Unternehmen, das in der Gemeinde St. Anton am Arlberg und im Gemeindeort St. Christoph am Arlberg Berg- und Seilbahnen betreibt.

## Geschichte

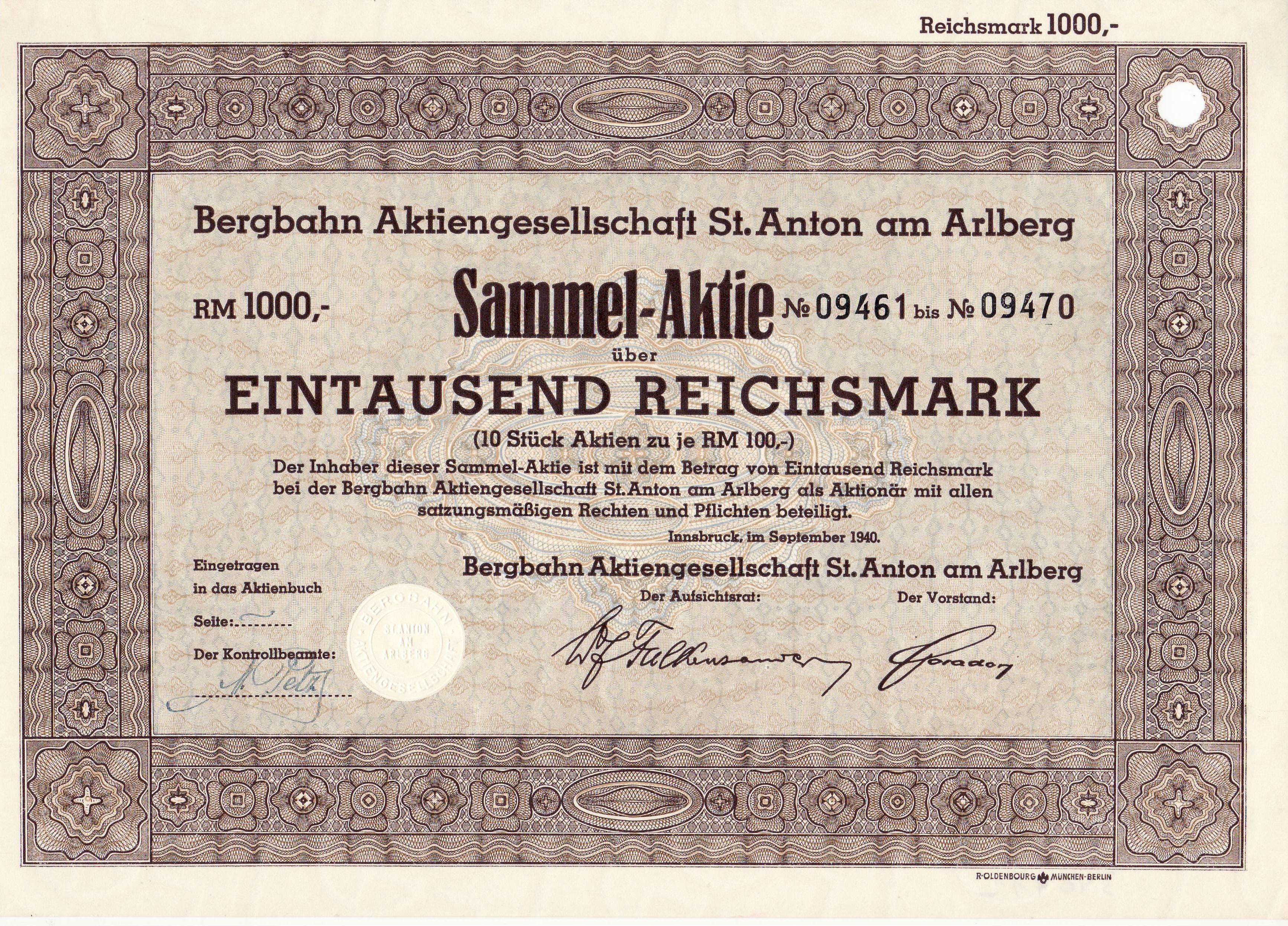
Sammelaktie über 10 × 100 RM der Bergbahn AG St. Anton am Arlberg vom September 1940

Das Unternehmen wurde im Jahre 1937 zur Errichtung der Galzigbahn – der ersten Seilbahn des Arlbergs – als Bergbahn AG St. Anton am Arlberg gegründet. Der Sitz des Unternehmens befindet sich in Innsbruck, die Betriebsleitung in St. Anton am Arlberg.

1953–60 erfolgte die Errichtung von vier Skiliften in St. Christoph sowie vom Feldherrnhügel auf den Galzig. 1962 wurde die eisenbahnrechtlichen Konzession für die Gampbergbahn (Seilbahn von St. Anton a. A. auf den Gampberg) verliehen.

## Ski Arlberg
Im Verbund Ski Arlberg werden in der Saison 2017/2018 in einem Tarifverbund 88 Seilbahnen und Lifte mit 305 km Skiabfahrten und 200 km Tiefschneeabfahren angeboten. Zum Unternehmen der Arlberger Bergbahnen AG gehören die SB-Restaurants Gampen, Kapall, Galzig, Valluga und Rendl.

## Liste der Seilbahnen der Arlberger Bergbahnen AG
Die Liste ist sortierbar.
| Ort           | Name                                         | Baujahr   | System     | Höhe ü.A. Talstation [Meter] | Höhe ü.A. Bergstation [Meter] | Strecken- länge [Meter] | Beförderungs- kapazität [Pers./Stunde] | Betrieb Winter | Betrieb Sommer |
| ------------- | -------------------------------------------- | --------- | ---------- | ---------------------------- | ----------------------------- | ----------------------- | -------------------------------------- | -------------- | -------------- |
| St. Anton     | Fangbahn                                     | 1999      | 4-CLD      | 1.317                        | 1.581                         | 751                     | 2.000                                  | W              | 0              |
| St. Anton     | Galzigbahn                                   | 2006      | 24-FUT     | 1.320                        | 2.086                         | 2.542                   | 2.200                                  | W              | S              |
| St. Anton     | Gampbergbahn                                 | 2003      | 6-CLD/B    | 2.009                        | 2.400                         | 1.137                   | 2.211                                  | W              | 0              |
| St. Anton     | Gampenbahn                                   | 1990      | 4-CLD/B    | 1.310                        | 1.850                         | 1.492                   | 2.400                                  | W              | S              |
| St. Anton     | Kapallbahn                                   | 1998      | 6-CLD/B    | 1.846                        | 2.328                         | 1.252                   | 3.200                                  | W              | S              |
| St. Anton     | Kindlisfeldlift                              | 1968/2010 | 1-SL       | 1.300                        | 1.348                         | 242                     | 765                                    | W              | 0              |
| St. Anton     | Maassbahn                                    | 1998      | 2-CLF      | 1.710                        | 2.054                         | 1.032                   | 1.440                                  | W              | 0              |
| St. Anton     | Mattunbahn                                   | 1988      | 4-CLF      | 1.675                        | 1.885                         | 585                     | 1.930                                  | W              | 0              |
| St. Anton     | Muldenlift                                   | 1998      | 1-SL       | 1.305                        | 1.355                         | 197                     | 725                                    | W              | 0              |
| St. Anton     | Nassereinbahn                                | 2000      | 8-MGD      | 1.291                        | 1.863                         | 1.950                   | 2.600                                  | W              | 0              |
| St. Anton     | Nassereinlift                                | 2000      | 1-SL       | 1.290                        | 1.350                         | 295                     | 700                                    | W              | 0              |
| St. Anton     | Osthangbahn                                  | 1995      | 4-CLD/B    | 1.854                        | 2.180                         | 1.229                   | 2.650                                  | W              | 0              |
| St. Anton     | Rendlbahn                                    | 2009      | 8-MGD      | 1.310                        | 2.031                         | 2.588                   | 1.300                                  | W              | S              |
| St. Anton     | Riffelbahn I                                 | 1988      | 2-CLF      | 1.888                        | 2.432                         | 1.228                   | 1.440                                  | W              | 0              |
| St. Anton     | Riffelbahn II                                | 1988      | 2-CLF      | 2.293                        | 2.645                         | 830                     | 1.450                                  | W              | 0              |
| St. Anton     | Salzbödenlift                                | 1979/2015 | 1-SL       | 1.950                        | 2.044                         | 336                     | 1.175                                  | W              | 0              |
| St. Anton     | Schindlergratbahn                            | 2019      | 10-MGD     | 2.035                        | 2.579                         | 1.484                   | 2.800                                  | W              | 0              |
| St. Anton     | Schöngrabenlift                              | 1974      | 2-SL       | 2.067                        | 2.302                         | 818                     | 1.430                                  | W              | 0              |
| St. Anton     | Tanzbödenbahn                                | 2013      | 6-CLD/B-SV | 1.973                        | 2.177                         | 694                     | 2.000                                  | W              | 0              |
| St. Anton     | Übungslift Gampen I                          | 1988      | 1-SL       | 1.840                        | 1.911                         | 306                     | 1.180                                  | W              | 0              |
| St. Anton     | Übungslift Gampen II                         | 1980      | 1-SL       | 1.840                        | 1.878                         | 191                     | 780                                    | W              | 0              |
| St. Anton     | Übungslift-Nasserein-Kinderpark (Hoppellift) | 2007      | 1-SL       | 1.315                        | 1.323                         | 64                      | 600                                    | W              | 0              |
| St. Anton     | Vallugabahn I                                | 1954/2002 | 45-ATW     | 2.091                        | 2.645                         | 3.007                   | 440                                    | W              | S              |
| St. Anton     | Vallugabahn II                               | 1955/2002 | 6-ATW      | 2.643                        | 2.811                         | 368                     | 185                                    | W              | S              |
| St. Anton     | Vallugalift                                  | 1969      | 2-SL       | 2.464                        | 2.578                         | 474                     | 1.120                                  | W              | 0              |
| St. Anton     | Zammermoosbahn                               | 1990      | 4-CLD/B    | 1.695                        | 2.183                         | 1.597                   | 2.400                                  | W              | 0              |
| St. Christoph | Arlenmähderbahn                              | 2003      | 6-CLD/B    | 1.834                        | 2.331                         | 1.629                   | 2.600                                  | W              | 0              |
| St. Christoph | Maienseelift I                               | 1953/2013 | 1-SL       | 1.750                        | 1.857                         | 508                     | 1.260                                  | W              | 0              |
| St. Christoph | Maienseelift II                              | 1960/2013 | 1-SL       | 1.750                        | 1.857                         | 508                     | 1.310                                  | W              | 0              |
| St. Christoph | St. Christophbahn                            | 1995      | 4-CLD/B    | 1.781                        | 2.182                         | 1.080                   | 2.000                                  | W              | 0              |
| St. Christoph | Übungslift St. Christoph                     | 1992/2005 | 1-SL       | 1.766                        | 1.782                         | 103                     | 795                                    | W              | 0              |

Die Abkürzungen in der Spalte „System“ sind unter Luftseilbahn erläutert.
Letzte 2 Spalten:
W = Winterbetrieb / S = Sommerbetrieb; jeweils grün unterlegt
0 = kein Sommerbetrieb, rot hinterlegt